# Gymnophthalmidae
Gymnophthalmidae (лат.) — семейство ящериц, ранее относимых к инфраотряду сцинкообразных. Сейчас вместе с тейидами включаются в группу Teiformata, вместе с амфисбенами и настоящими ящерицами (группа Lacertibaenia) образуя группу Laterata.
Являются небольшими ящерицами, взрослые особи имеют длину меньше чем 60-миллиметров. Спинные и боковые чешуи могут иметь разный размер и текстуру — от маленьких (Cercosaura) до больших (Iphisa), и от гладких (Bachia) до сильно шершавых (Arthrosaura).
Некоторые маленькие и большие чешуйки перекрываются. Брюшные чешуи обычно больше чем спинные.
У большинства видов есть конечности, они обычно маленькие, но хорошо развиты (уменьшенные у Bachia, отсутствуют у Calyptommatus).

## Биология
Гиминофтальмид часто называют «Микротейиды» из-за их маленьких размеров и сходства с семейством Тейиды. Экологически это очень разнообразное семейство. Большинство из видов являются дневными животными, но некоторые добывают пищу ночью. Обитают во влажных лесах, высоко в Андах, засушливых и полузасушливых местах, включая реликтовые дюны Рио, Сан Франциско и северо-восточной Бразилии. Многие являются наземными, и добывают еду из лесной подстилки. Tretioscincus добывают себе еду на стволах деревьев, Alopoglossus angulatus и Potamites живут в заболоченных областях, могут плавать под водой, как саламандры. Bachia и Calyptommatus являются подземными. Все виды являются насекомоядными
и некоторые (например, Calyptommatus) питаются большими количествами термитов. Репродуктивная биология известна только для некоторых видов, которые являются яйцекладущими. В зависимости от вида, в кладке одно или два яйца. Иногда в гнёздах находят больше чем 2 яйца, есть предположение, что это колониальные кладки (например, Proctoporus raneyi). Есть виды, размножающиеся партеногенезом (роды Gymnophthalmus и Leposoma).

## Распространение
От юга Центральной Америки, до юга Южной Америка к востоку от Анд.

## Классификация
В семействе Gymnophthalmidae 47 родов с 231 видом:
- Acratosaura
- Adercosaurus
- Alexandresaurus
- Alopoglossus
- Amapasaurus
- Anadia
- Anotosaura
- Arthrosaura
- Bachia
- Calyptommatus
- Caparaonia
- Cercosaura
- Colobodactylus
- Colobosaura
- Colobosauroides
- Dryadosaura
- Echinosaura
- Ecpleopus
- Euspondylus
- Gymnophthalmus
- Heterodactylus
- Iphisa
- Kaieteurosaurus
- Leposoma
- Macropholidus
- Marinussaurus
- Micrablepharus
- Neusticurus
- Nothobachia
- Opipeuter
- Pantepuisaurus
- Petracola
- Pholidobolus
- Placosoma
- Potamites
- Procellosaurinus
- Proctoporus
- Psilophthalmus
- Ptychoglossus
- Rhachisaurus
- Riama
- Riolama
- Scriptosaura
- Stenolepis
- Teuchocercus
- Tretioscincus
- Vanzosaura